# A'Bing

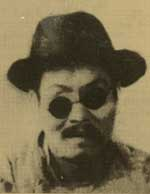
Das einzig überlieferte Foto von A'Bing, aufgenommen von den japanischen Behörden ca. 1937

A'Bing (chin. 阿炳, geboren 17. August 1893 in Wuxi, China; gestorben 4. Dezember 1950 ebenda) war ein chinesischer Komponist und Erhu-Spieler. Sein international berühmt gewordenes, 1949 komponiertes Werk ist Erquan Yingyue (二泉映月), was übersetzt in etwa heißt: „Spiegelung des Monds in der zweiten Erquan-Quelle“. Es bezieht sich auf den von A'Bing häufig besuchten Xihui Park in Wuxi und kombiniert traditionelle chinesische Musik mit westlichen Einflüssen.

## Leben
A'Bings verwitwete Mutter hatte den taoistischen Priester Hua Qinghe geheiratet. Diese Ehe stieß auf Ungnade bei der mütterlichen Familie, wodurch A'Bings Mutter depressiv wurde und ein Jahr nach der Geburt des Sohnes verstarb. Mit acht Jahren zog A'Bing in den Tempel des Vaters und ging zur Schule. Er bekam den offiziellen Namen Hua Yanjun (華彥鈞). Der Vater spielte mehrere Instrumente und war ein Experte in religiöser taoistischer Musik. Er brachte dem Sohn das Spielen von Trommeln, Flöten und Saiteninstrumenten bei. Mit 17 Jahren trat A'Bing bei religiösen Festen als Musiker auf.
Nach dem Tod des Vaters 1914 übernahm A'Bing zusammen mit einem Cousin den Tempel. Er wurde Opium-abhängig, infizierte sich 1934 mit Syphilis und wurde allmählich blind. 1939 heiratete er Dong Cuidi (董催弟), eine Witwe aus Jiangyin. A'Bing begann, täglich am Marktplatz von Wuxi zu singen und zu spielen und dabei politische Themen aufzugreifen, vor allem Japans Krieg gegen China. In dieser Zeit entstand auch Erquan Yingyue. Nach der Einnahme Wuxi durch Japan bekam A'Bing Auftrittsverbot.
1947 wurde er lungenkrank und verdiente seinen Lebensunterhalt mit der Reparatur von Saiteninstrumenten. Im Sommer 1950 kamen zwei Professoren der Zentralen Musikhochschule nach Wuxi, um einige Stücke mit A'Bing auf Schallplatte aufzunehmen. Es wurden drei Erhu und drei Pipa-Stücke eingespielt, A'Bings Lieblingsstück Meihua Sannong jedoch nicht, denn es gab keine unbeschriebenen Platten mehr. Im September 1950 bot ihm das Musikkonservatorium eine Lehrstelle an, die A'Bing aus gesundheitlichen Gründen nicht antreten konnte. Er starb im Dezember 1950. Sein Grab befindet sich an der Stelle, wo er geboren war.
A'Bing gilt inzwischen als einer der wichtigsten chinesischen Musiker des 20. Jahrhunderts. 1985 kam sein vom Xihui Park inspiriertes Stück Erquan Yingyue in die Top 10 der bedeutendsten chinesischen Musiken in den Vereinigten Staaten.